# Kadírovtsi

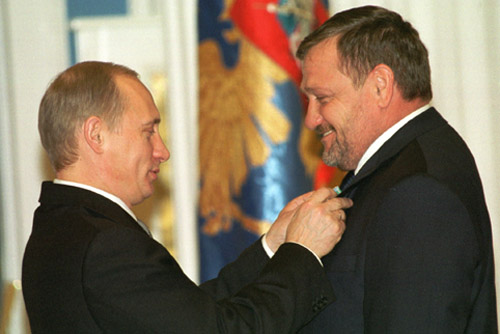
Vladímir Putin con el presidente checheno Ajmat Kadírov, 22 de noviembre de 2001.

141. ° Regimiento especial motorizado que lleva el nombre del héroe de la Federación Rusa Ajmat Kadírov (en ruso: 141-й специальный моторизованный полк имени Героя Российской Федерации Ахмата-Хаджи Кадырова) más conocido como kadírovtsi (en ruso: кадыровцы, literalmente «seguidores de Kadírov») o kadirovitas es un término usado por la población de República de Chechenia, así como por los miembros de los propios grupos, para referirse a los exmiembros de las unidades paramilitares del expresidente de la República Chechena pro-Moscú Ajmat Kadírov, las cuales fueron encabezadas por su hijo y actual presidente checheno Ramzán Kadírov.
Los miles de Kadirovitas (estimados en alrededor de 5.000), muchos de ellos son exrebeldes que al principio apoyaron a la República Chechena de Ichkeria participando en las dos guerras de Chechenia en los años 90, pero que después se cambiaron al bando prorruso, han sido acusados de graves abusos contra los derechos humanos. Activistas pro derechos humanos que trabajaban en Chechenia han afirmado que el grupo paramilitar llevó a cabo secuestros, torturas y asesinatos para cimentar el poder de Kadírov; por todo ello, sería el grupo más temido por la población civil chechena.
Tras el asesinato de Ajmat Kadírov en mayo de 2004, se formaron dos batallones de Spetsnaz de militantes karidovitas. El batallón Yug (Sur) comandado por Alibek Delimjánov (el hermano de Adam Delimjánov) estaba compuesto de un estimado de 700 militantes, mientras que el Séver (Norte) dirigido por Muslim Ilyásov contaba con aproximadamente 500 militantes. Asimismo, el segundo regimiento de la policía (PPSM-2) y el Regimiento del Petróleo (Neftepolk) abanderado por Adam Delimjánov (un pariente de Ramzán Kadírov) estuvieron compuestos por militantes kadirovitas, comprendiendo alrededor de 1.500 a 2.000 militantes.
La presencia de fuerzas chechenas prorrusas al interior de Chechenia, quienes participaron luchando contra los separatistas chechenos de Ichkeria durante la segunda guerra chechena, ha permitido a Rusia retirar a gran cantidad de sus tropas de Chechenia. Otros dos batallones chechenos de Spetsnaz en Chechenia, Vostok (Este) y Západ (Oeste), que son comandados por Sulim Yamadáyev y Said-Magomed Kakíyev respectivamente, han entablado violentas luchas de poder con Kadírov para decidir quién controla la autoridad militar suprema en Chechenia.